# Fine Gael
Il Fine Gael è un partito politico irlandese di centro-destra liberal-conservatore e cristiano democratico, il terzo più rappresentato nel Dáil Éireann e il più rappresentato tra i partiti irlandesi al Parlamento europeo.
Il nome letteralmente significa Famiglia degli irlandesi; è membro del Partito Popolare Europeo e dell'Internazionale Democratica Centrista.

## Storia
Il FG è stato fondato nel 1933 dall'unione di tre partiti:
- Cumann na nGaedhael, fondato nel 1923 da deputati dello Sinn Féin favorevoli al Trattato Anglo-Irlandese del 1921;
- Partito centrista nazionale, fondato nel 1932, il cui principale rappresentante, MacDermott, pochi anni dopo passò però con il Fianna Fáil;
- Army Comrades Association, organizzazione politica cattolica conservatrice detta anche The Blueshirts (camicie blu), ispirata dalla Quadragesimo Anno, enciclica di papa Pio XI. Il fondatore Eoin O'Duffy, perché accusato di essere vicino alle tesi fasciste e franchiste, abbandonò nel 1934 il nuovo partito e fondò il Partito corporativo nazionale.

Va comunque detto che lo stesso Fine Gael "negli anni Trenta venne definito la versione irlandese del fascismo".

## Ideologia e politiche
Il FG nasce come il "partito della legge e dell'ordine". Si è sempre battuto contro l'evasione fiscale, per il sostegno all'attività d'impresa e la rettitudine nell'agire politico. Può essere considerato un partito di centro-destra, decisamente europeista, vicino alle posizioni cristiano-democratiche e del conservatorismo. È spesso accusato di essere il partito dello status quo, anche se ha avanzato proposte in materia di neutralità internazionale dell'Irlanda, di assistenza all'infanzia e di unioni omosessuali ed è stato tra gli artefici dell'introduzione della legge sul divorzio.
Nel 2014 ha sostenuto il disegno di legge che, dopo l'approvazione a larga maggioranza del senato, ha permesso alle coppie omosessuali unite civilmente di accedere all'adozione. Successivamente ha promosso e sostenuto la campagna del sì al referendum costituzionale del 22 maggio che chiedeva di modificare l'articolo 41 della Costituzione del 1937 con l'inserimento del comma Il matrimonio può essere contratto per legge da due persone, senza distinzione di sesso. Il referendum poi approvato con il 62,1% di voti ha permesso l'allargamento del diritto al matrimonio anche alle persone omosessuali.

## Storia amministrativa
A livello amministrativo il FG è spesso alleato con il Fianna Fáil, ma a livello nazionale tra il 1994 e il 1997 ha governato assieme ai Laburisti e alla Sinistra democratica e dal 2011 assieme ai Laburisti.
Alle elezioni politiche del 2002 il FG aveva ottenuto il peggior risultato dal 1948 (19,8%), il 22,5% dei voti e 31 seggi. Alle elezioni europee del 2004 il FG aveva invece ottenuto 5 seggi, contro i 4 del FF. Il buon andamento del FG è stato poi confermato alle politiche del 2007, in cui è passato dal 22,5% al 27,3%, conquistando ben 20 seggi in più (51). Il FG è stato l'unico partito irlandese a guadagnare seggi, soprattutto a discapito degli indipendenti (-6) e dei Democratici progressisti (-6). L'avanzata non era tuttavia stata sufficiente ai democristiani per ritornare al governo.
Alle elezioni politiche del febbraio 2011 il FG si è affermato come primo partito irlandese con il 36,1% dei voti. Dal 1932 il primo partito irlandese era sempre stato il Fianna Fáil. Il 6 marzo il FG ha annunciato il raggiungimento di un accordo per la formazione di una coalizione di governo con i Laburisti. Il governo è stato guidato dal leader del FG Enda Kenny.
Alle elezioni politiche del febbraio 2016 il FG si è confermato come primo partito ma scendendo al 24% dei voti e la coalizione di governo ha perso la maggioranza assoluta.

## Risultati elettorali

### Elezioni legislative
| Anno    | Voti    | %          | +/-  | Seggi    | +/- | Status                |
| ------- | ------- | ---------- | ---- | -------- | --- | --------------------- |
| 1937    | 461 171 | 34,8 (2.º) | —    | 48 / 138 | —   | Opposizione           |
| 1938    | 428 633 | 33,3 (2.º) | 1,5  | 45 / 138 | 3   | Opposizione           |
| 1943    | 307 490 | 23,2 (2.º) | 10,2 | 32 / 138 | 13  | Opposizione           |
| 1944    | 249 329 | 20,5 (2.º) | 2,7  | 30 / 138 | 2   | Opposizione           |
| 1948    | 262 393 | 19,8 (2.º) | 0,7  | 31 / 147 | 1   | Governo               |
| 1951    | 349 922 | 27,2 (2.º) | 7,4  | 40 / 147 | 9   | Opposizione           |
| 1954    | 427 031 | 32,0 (2.º) | 4,8  | 50 / 147 | 10  | Governo               |
| 1957    | 326 699 | 26,6 (2.º) | 5,4  | 40 / 147 | 10  | Opposizione           |
| 1961    | 374 099 | 32,0 (2.º) | 5,4  | 47 / 144 | 7   | Opposizione           |
| 1965    | 427 081 | 34,1 (2.º) | 2,1  | 47 / 144 | 0   | Opposizione           |
| 1969    | 449 749 | 34,1 (2.º) | 0    | 50 / 144 | 3   | Opposizione           |
| 1973    | 473 781 | 35,1 (2.º) | 1,0  | 54 / 144 | 4   | Governo               |
| 1977    | 488 767 | 30,5 (2.º) | 4,6  | 43 / 148 | 11  | Opposizione           |
| 1981    | 626 376 | 36,5 (2.º) | 6,0  | 65 / 166 | 22  | Governo               |
| 02/1982 | 621 088 | 37,3 (2.º) | 0,8  | 63 / 166 | 2   | Opposizione           |
| 11/1982 | 662 284 | 39,2 (2.º) | 1,9  | 70 / 166 | 7   | Governo               |
| 1987    | 481 127 | 27,1 (2.º) | 12,1 | 51 / 166 | 19  | Sostegno parlamentare |
| 1989    | 485 307 | 29,3 (2.º) | 2,2  | 55 / 166 | 4   | Opposizione           |
| 1992    | 422 106 | 24,5 (2.º) | 4,8  | 45 / 166 | 10  | Opposizione           |
| 1997    | 499 936 | 27,9 (2.º) | 3,4  | 54 / 166 | 9   | Opposizione           |
| 2002    | 417 619 | 22,5 (2.º) | 5,4  | 31 / 166 | 23  | Opposizione           |
| 2007    | 564 428 | 27,3 (2.º) | 4,8  | 51 / 166 | 20  | Opposizione           |
| 2011    | 801 628 | 36,1 (1.º) | 8,8  | 76 / 166 | 25  | Governo               |
| 2016    | 544 140 | 25,5 (1.º) | 10,6 | 50 / 158 | 26  | Governo               |
| 2020    | 455 584 | 20,9 (3.º) | 4,6  | 35 / 160 | 15  | Governo (Coalizione)  |
| 2024    | 458 134 | 20,8 (2.º) | 1,0  | 38 / 174 | 3   | Governo (Coalizione)  |

### Elezioni europee
| Anno | Voti    | %          | +/-  | Seggi  | +/- |
| ---- | ------- | ---------- | ---- | ------ | --- |
| 1979 | 443 652 | 33,1 (2.º) | —    | 4 / 15 | —   |
| 1984 | 361 034 | 32,2 (2.º) | 0,9  | 6 / 15 | 2   |
| 1989 | 353 094 | 21,6 (2.º) | 10,6 | 4 / 15 | 2   |
| 1994 | 276 095 | 24,3 (2.º) | 2,7  | 4 / 15 | 0   |
| 1999 | 342 171 | 24,6 (2.º) | 0,3  | 4 / 15 | 0   |
| 2004 | 494 412 | 27,8 (2.º) | 3,2  | 5 / 13 | 1   |
| 2009 | 532 889 | 29,1 (1.º) | 1,3  | 4 / 12 | 1   |
| 2014 | 369 120 | 22,3 (2.º) | 6,8  | 4 / 11 | 0   |
| 2019 | 496 459 | 29,6 (1.°) | 7,3  | 4 / 11 | 0   |
| 2024 | 362 766 | 20,8 (1.°) | 8,8  | 4 / 14 | 0   |